# Finder
Finder är filhanteraren i Apples operativsystem Mac OS Classic och Mac OS. Programmet var en av de första grafiska filhanterarna och har både varit en förebild och motpol till Windowsanvändarnas motsvarigheter Filhanteraren och Utforskaren. Utmärkande funktioner till dags dato är spring-loaded folders ('fjädrande mappar', mappar som öppnas automatiskt när man drar en fil till dem), samt smarta mappar som visar filer efter bestämda sökkriterier.
Finders ursprungliga begränsning till att inte kunna köras samtidigt med andra program ledde till utvecklingen av Multifinder.
Senaste version av Finder är 14.2, från 11 december 2023.